# Victor Damiani
Victor Damiani – amerykański muzyk, gitarzysta akustyczny i basowy, członek zespołu Cake w latach 1994–1998. Ostatnio razem z byłymi członkami zespołu Cake: Gregiem Brownem i Toddem Roperem oraz liderem pochodzącego z Sacramento zespołu "Little Guilt Shrine", Dana Gumbiner założył zespół pod nazwą Deathray.
Występował w takich zespołach jak: "Saturday's Child" i "23".